# Теректы (Кокпектинский район)
Теректы (каз. Теректі) — село в Кокпектинском районе Абайской области Казахстана. Административный центр Теректинского сельского округа. Код КАТО — 635067100.

## Население
В 1999 году население села составляло 939 человек (472 мужчины и 467 женщин). По данным переписи 2009 года, в селе проживал 801 человек (428 мужчин и 373 женщины).